# Piptochaetium lejopodum
Piptochaetium lejopodum là một loài thực vật có hoa trong họ Hòa thảo. Loài này được (Speg.) Henrard miêu tả khoa học đầu tiên năm 1939.